# جي اس اتش-18
مسدس جي اس اتش-18 (gsh-18) هو مسدس نصف آلي روسي الصنع من إنتاج مصنع KBP الذي يقع في مدينة تولا والمسدس اسمه مشتق من مصمميه جريزف وشيبون صنع هذا المسدس من البوليمر والصلب وشرائح الفولاذ ويمكن تبديل عياره
لأربعة أعيرة مختلفة عبر تبديل السبطانة القابلة للفك بواسطة المستخدم بكل سهولة وتتسع خزنته ل18 طلقة ويزن 590 جرامًا وتم
تطويره ليكون فعالا على مدى 200 متر.

## وصلات خارجية
- http://world.guns.ru/handguns/hg/rus/gsh-1-e.html